# Farfarello

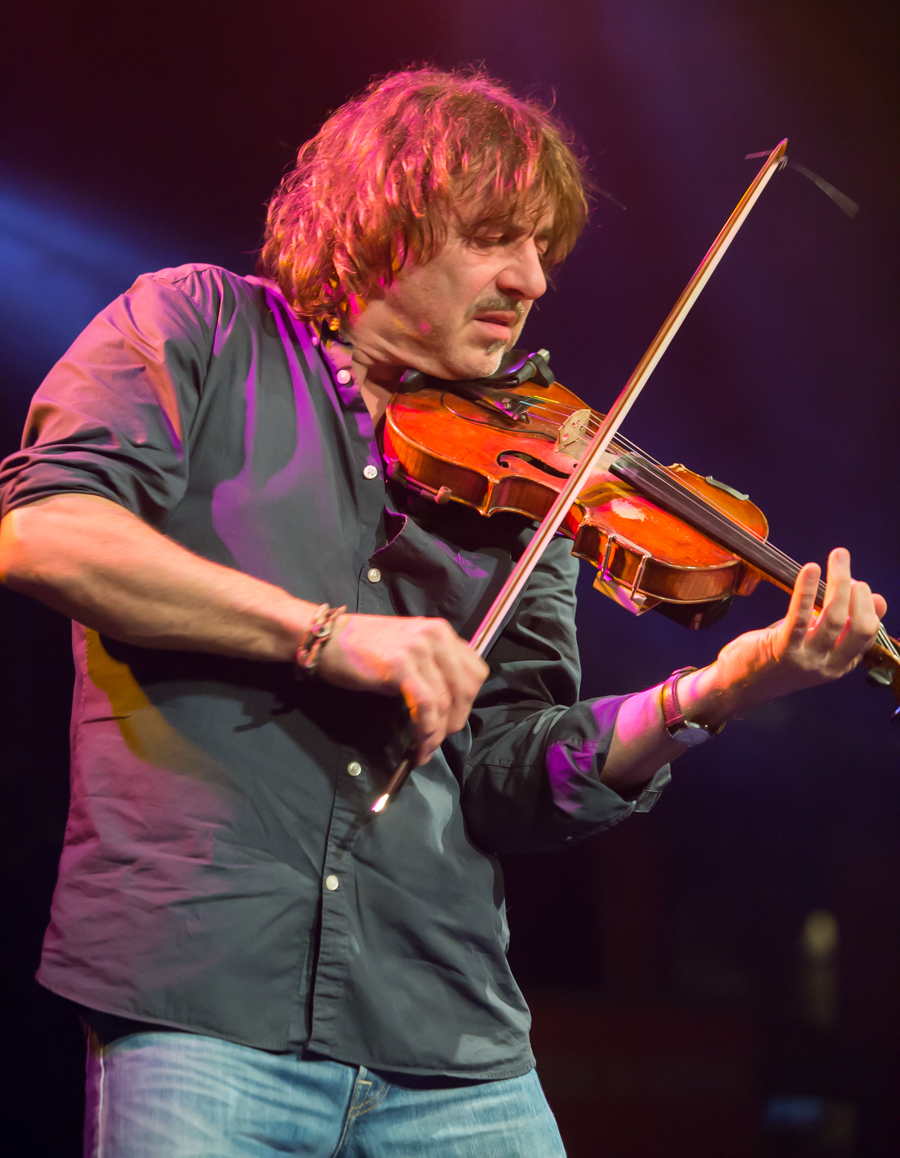
Mani Neumann

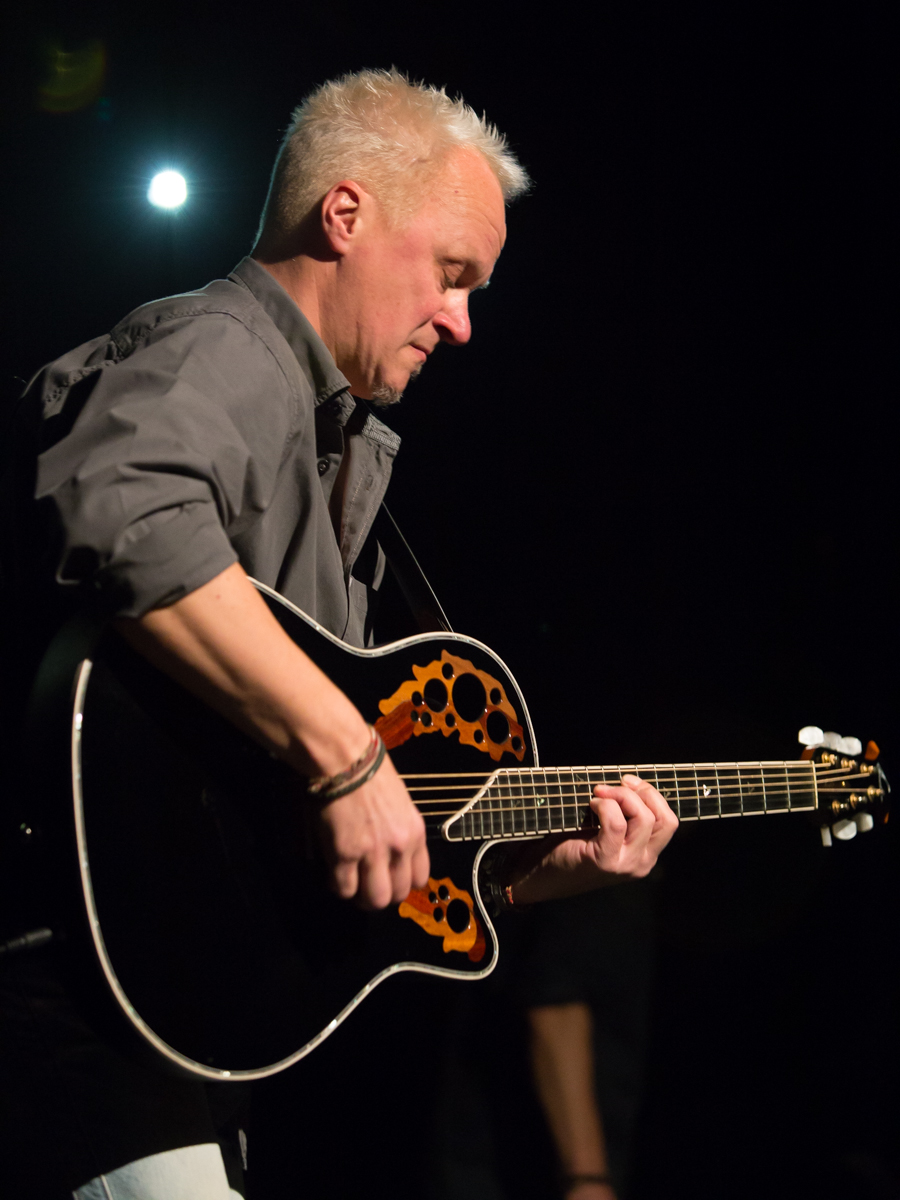
Ulli Brand

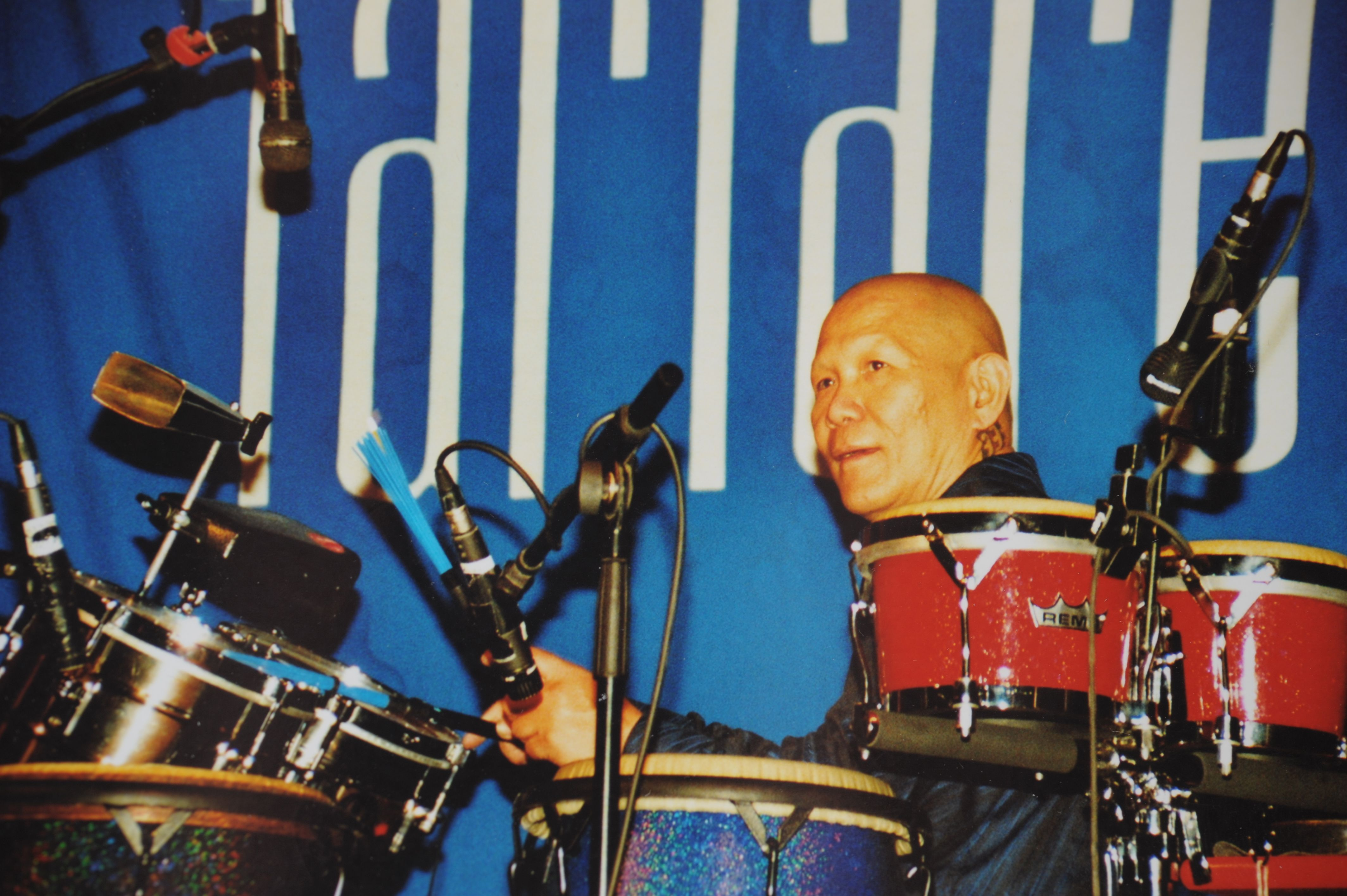
Perkussionist Nippy Noya

farfarello, früher auch Trio Farfarello, ist eine deutsche Akustik-Rock-Band um den Geiger Mani Neumann und den Gitarristen Ulli Brand, die im Jahr 1982 in Hilden gegründet wurde. Die musikalischen Einflüsse der Band reichen von traditioneller rumänischer Musik bis zum Progressive Rock.

## Mitglieder und Gastmusiker
Neben Neumann und Brand, die bis heute den Kern bilden, wurde die Band ursprünglich als Trio farfarello gemeinsam mit dem Bassisten Ecke Volk gegründet. Seit dessen Ausscheiden spielen andere Musiker als Gastmusiker bei farfarello mit, neben Bassisten auch Schlagzeuger und Perkussionisten.
So ist als Schlagzeuger regelmäßig Charly T zu hören, der unter anderem 2005 für Köster / Hocker, 2009 für The Lords und 2012 für Chris Kramer spielte. Ebenso spielt immer wieder der niederländische Jazzperkussionist Martin Verdonk mit. Früher waren unter anderem der deutsche Bassist Dal Martino und der indonesische Percussionist Nippy Noya als Gäste der Band zu hören. Zudem wurde ab 1989 die Band fast 20 Jahre lang ergänzt um den Schwelmer Gitarristen, Cellisten und Sänger Stefan Wiesbrock.
Der langjährige Gast-Bassist Joschi Kappl wurde mit dem MTV „Lifetime Award“ ausgezeichnet. Heute ist nach einer Pause wieder der Bassist Urs Fuchs mit farfarello unterwegs, der auch 2015 die CD ZeitZone mit einspielte. Auf größeren Konzerten gibt es seit 2015 eine Erweiterung mit einem Streichtrio, bestehend aus Violine, Viola und Cello.

## Zusammenarbeit
Der Brite Chris Thompson spielte zusammen mit farfarello auf der 1990 veröffentlichten Single Sea of Emotion. Mit der Neuen Lausitzer Philharmonie produzierte farfarello das 2001 veröffentlichte Album Classics. Gemeinsam mit dem Quintetto Accento nahm farfarello die 2004 über das Label Perleberg veröffentlichte CD Rendez Vous auf.
Beim Album farfarello & freunde von 1998 wirkte unter anderen die Kölner Harfenistin Ulla van Daelen mit.
farfarello unterstützt seit Jahren musikalisch den Lichtkünstler Jörg Rost bei seinen Darbietungen. Der spanische Perkussionist José Cortijo unterstützte im März 2013 das Duo bei dem Projekt „farfarello im Licht“ und gehört derzeit ebenfalls zu den regelmäßigen Mitspielern.

## Auftritte
farfarello spielt vorwiegend in Deutschland, hat aber regelmäßig Auftritte in ganz Europa. 2005 spielte farfarello auf dem Eurocityfest in Münster. Im März 2011 unternahm die Band eine Konzertreise nach Polen und Tschechien. Im Mai 2011 spielte farfarello auf dem 3. Grammo Musik Festival. Im Dezember 2011 spielte farfarello bei der Premiere des Chinesischen Nationalcircus im Europa-Park in Rust und bis Januar 2012 für 12 Tage beim Aachener Weihnachtscircus, bei dem unter anderem auch Oleg Popov aufgetreten ist. Vom Januar 2012 bis April 2012 tourte farfarello mit dem Chinesischen Nationalcircus durch ganz Deutschland und Österreich. Im Juli 2012 spielte die Band für eine Woche in Südfrankreich und spielte auf dem Geigenfestival in Berlin. Im August spielte farfarello beim 4. Grammo Musik Festival. 2013 folgte unter anderem im Juli ein Auftritt beim „Ploegfestival“ in Bergeijk bei Eindhoven, im November in der Harmonie, Bonn.

## Bandname
Ihren Namen hat die Band beim italienischen Dichter Giacomo Leopardi (1798–1837) entlehnt, dieser hatte in seinen Operette morali (wörtlich: Moralische Werkchen) im Dialog zwischen Malambruno und Farfarello einen kleinen Kobold so genannt.

## Diskographie (Alben)
Trio Farfarello
- 1984: Farfarello (Auf Punkt Records)
- 1986: 2 (Ariola)
- 1988: Toys (Ariola)
- 2021: Krönung (Mara)

Farfarello
- 1990: Saravah (Ariola)
- 1993: Live it (Farfarello)
- 1994: Movements (Auf Punkt Records)
- 1997: Farfarello in Concert – Ich fühle (Auf Punkt Records)
- 1998: Farfarello & Freunde – Live 98 (Auf Punkt Records)
- 2000: Geschichte 1984–1986 (Auf Punkt Records; Compilation)
- 2000: Geschichte 1987–1994 (Auf Punkt Records; Compilation)
- 2000: Semikolon (Farfarello)
- 2001: Classics (Farfarello)
- 2002: Traumzeit (Farfarello)
- 2004: 14 (Mara)
- 2004: ...und die Geige rockt weiter: Live (Farfarello)
- 2007: Szenario
- 2007: Live in Deutschland (Farfarello)
- 2007: Solo zu 2’t – Unter dem Flüsterbogen (Farfarello)
- 2009: Pas cu pas (Prier Music Production)
- 2010: Glück! (Farfarello)
- 2015: ZeitZone (Ama/Membran, Hamburg)